# Państwowy Fundusz Mieszkaniowy
Państwowy Fundusz Mieszkaniowy – wydzielone środki finansowe ustanowione ustawą z 1919 r., mający celu ułatwienie budowy domów z małymi, tanimi oraz higienicznymi mieszkaniami dla ludności niezamożnej.

## Zarządzanie Funduszem
Zarząd funduszem należał do Komisji, która składała się z Ministra Zdrowia Publicznego oraz z przedstawicieli Ministerstw: Skarbu, Robót Publicznych i Zdrowia Publicznego.
Fundusz Mieszkaniowy posiadał atrybucję osoby prawnej.

## Przeznaczenie Funduszu
Państwowy Fundusz Mieszkaniowy przeznaczony był:
- w celu bezpośredniego udzielania pożyczek,
- w celu przyjmowania poręki za pożyczki i ich oprocentowanie.

Komisja Funduszu zarządzała nimi w dwóch oddzielnych postępowaniach.
Suma roczna poręczeń, objętych przez Komisję dla udzielania poręki, nie mogła przekraczać 10-krotnej wysokości rocznej dotacji Funduszu. Z tytułu poręki Państwo odpowiadało wobec udzielających pożyczki po wyczerpaniu wszystkich środków prawnych przeciw dłużnikowi.
Na rzecz Funduszu wstawiano corocznie do budżetu Państwa odpowiednie kwoty, które wpłacano do majątku Funduszu. W 1919 r. dotacja na pożyczki wyniosła 15 000 000 marek.

## Pomoc kredytowa
Pomocy kredytowej udzielano w pierwszym rzędzie zarządom komunalnym:
- na zakup terenów, materiałów budowlanych lub ich wytwarzanie oraz na budowę domów z małymi, tanimi mieszkaniami higienicznymi dla ludności niezamożnej w szczególności dla inwalidów wojennych, dla wdów i sierot po poległych wojskowych oraz dla niezamożnych rodzin robotniczych i urzędniczych, obarczonych licznym potomstwem;
- na pożyczki, które zarządy komunalne przyznawały kooperatywom mieszkaniowym, organizacjom społecznym i instytucjom, na zakup terenu pod budowę lub na budowę małych tanich mieszkań.

Ogólna suma obciążeń nieruchomości korzystających z poręki Funduszu nie mogła przekroczyć 95% szacunku nieruchomości.
Udzielane pożyczki zwracane były Funduszowi w ratach umarzającej pożyczki

## Pojęcie tanie mieszkania
Za małe, tanie i higieniczne mieszkania uważano mieszkania:
- których powierzchnia mieszkalna, bez uwzględniania pomieszczeń ubocznych (przedpokoi, spiżarń, łazienek, wychodków) nie wynosiła więcej jak 100 m² i które były dla siebie wewnętrznie zamknięte;
- których czynsz mógł być pobierany w takiej sumie, żeby właściciel domu, po potrąceniu z ogólnej sumy czynszowej wydatków, nie płacił nie więcej jak 7%.

## Warunki otrzymanie pożyczki
W celu zbadania budowli pod względem techniczno-budowlanym, sanitarnym i policyjno-obyczajowym oraz celem wyjaśnienia innych ważnych spraw administracyjnych, należało dołączyć do prośby o pożyczkę:
- sporządzony urzędowo wyciąg z księgi hipotecznej,
- plany budowlane i sytuacyjne (szkice sytuacyjne),
- obliczenie rentowności i przedstawienie kosztorysu wraz z opisem budowy,
- zasady wynajmu mieszkań,
- porządek prawny, w którym należało zwłaszcza uregulować terminy wypowiadania umowy (przynajmniej na 14 dni);
- wykaz stanu majątkowego osoby starającej się o pożyczkę.